# Wahlbezirk Österreich unter der Enns 5
Der Wahlbezirk Österreich unter der Enns 5 war ein Wahlkreis für die Wahlen zum Abgeordnetenhaus im österreichischen Kronland Österreich unter der Enns. Der Wahlbezirk wurde 1907 mit der Einführung der Reichsratswahlordnung geschaffen und bestand bis zum Zusammenbruch der Habsburgermonarchie.

## Geschichte
Nachdem der Reichsrat im Herbst 1906 das allgemeine, gleiche, geheime und direkte Männerwahlrecht beschlossen hatte, wurde mit 26. Jänner 1907 die große Wahlrechtsreform durch Sanktionierung von Kaiser Franz Joseph I. gültig. Mit der neuen Reichsratswahlordnung schuf man insgesamt 516 Wahlbezirke, wobei mit Ausnahme Galiziens in jedem Wahlbezirk ein Abgeordneter im Zuge der Reichsratswahl gewählt wurde. Der Abgeordnete musste sich dabei im ersten Wahlgang oder in einer Stichwahl mit absoluter Mehrheit durchsetzen. Der Wahlkreis Österreich unter der Enns 5 umfasste jenen Teil jenen Teil des 2. Wiener Gemeindebezirks Leopoldstadt, der durch die Linie Brigittenauerlände 1 bis 12, Obere Donaustraße, Untere Donaustraße, Franzensbrückenstraße, Praterstern, Novaragasse, Zirkusgasse, Blumauergasse, Obere Augartenstraße, Mathildenplatz und Mathildengasse begrenzt war.
Aus der Reichsratswahl 1907 ging der liberale Sozialpolitiker Julius Ofner als Sieger hervor. Er konnte sich mit 62 Prozent der Stimmen in der Stichwahl gegen Karl Zesewitz (Christlichsoziale Partei) durchsetzen. Bei der Reichsratswahl 1911 erreichte Ofner in der Stichwahl 67 Prozent gegen den späteren Nationalrat und christlichsozialen Politiker Viktor Kienböck.

## Wahlergebnisse
Die Darstellung der Wahlergebnisse orientiert sich an den von der k .k. Statistischen Zentralkommission herausgegebenen Zahlen, die auf die Parteistellung der Kandidaten fokussiert sind. Teilweise wurden dabei Kandidaten gleicher Parteistellung separat dargestellt, teilweise zusammengerechnet. Daher können die angegebenen Zahlen für die Kandidaten im ersten Wahlgang auch (geringe) Stimmen anderer Kandidaten gleicher Parteistellung enthalten (siehe Anmerkungen).

### Reichsratswahl 1907
Die Reichsratswahl 1907 wurde am 14. Mai 1907 (erster Wahlgang) sowie am 23. Mai 1907 (Stichwahl) durchgeführt.

#### Erster Wahlgang
| Kandidat                                                                       | Partei                                                | Wahlkreis- stimmen | Stimmen- anteil |
| ------------------------------------------------------------------------------ | ----------------------------------------------------- | ------------------ | --------------- |
| Karl Zesewitz                                                                  | Christlichsoziale Partei/Christlichsoziale Kandidaten | 3288               | 35,4 %          |
| Julius Ofner                                                                   | Sozialpolitiker                                       | 2360               | 25,4 %          |
| Georg Emmerling                                                                | Sozialdemokratische Arbeiterpartei                    | 1627               | 17,5 %          |
| Josef Kohn                                                                     | deutsch-fortschrittliche Kandidaten                   | 1285               | 13,8 %          |
| Schalit                                                                        | Zionist                                               | 529                | 5,7 %           |
|                                                                                | tschechischer Kandidat                                | 87                 | 0,9 %           |
|                                                                                | deutsch-nationale/alldeutsche Kandidaten              | 60                 | 0,6 %           |
| Sonstige                                                                       |                                                       | 53                 | 0,6 %           |
| Wahlberechtigte: 10.515, Ungültige/Leere Stimmen: 109, Wahlbeteiligung: 89,4 % |                                                       |                    |                 |

#### Stichwahl
| Kandidat                                                                 | Partei                   | Wahlkreis- stimmen | Stimmen- anteil |
| ------------------------------------------------------------------------ | ------------------------ | ------------------ | --------------- |
| Julius Ofner                                                             | Sozialpolitiker          | 5637               | 62,2 %          |
| Karl Zesewitz                                                            | Christlichsoziale Partei | 3431               | 37,8 %          |
| Wahlberechtigte: 10.515, Ungültige Stimmen: 168, Wahlbeteiligung: 87,8 % |                          |                    |                 |

### Reichsratswahl 1911
Die Reichsratswahl 1911 wurde am 13. Juni 1911 (erster Wahlgang) sowie am 20. Juni 1911 (Stichwahl) durchgeführt.

#### Erster Wahlgang
| Kandidat                                                                       | Partei                             | Wahlkreis- stimmen | Stimmen- anteil |
| ------------------------------------------------------------------------------ | ---------------------------------- | ------------------ | --------------- |
| Viktor Kienböck                                                                | Christlichsoziale Partei           | 2743               | 29,4 %          |
| Julius Ofner                                                                   | Sozialpolitiker                    | 2653               | 28,5 %          |
| Friedrich Austerlitz                                                           | Sozialdemokratische Arbeiterpartei | 2155               | 23,1 %          |
| Robert Stricker                                                                | jüdisch-nationaler Kandidat        | 799                | 8,6 %           |
| Alfred Mittler                                                                 | deutsch-freiheitlicher Kandidat    | 519                | 5,6 %           |
| Emanuel Kubina                                                                 | tschechisch-nationaler Kandidat    | 201                | 2,2 %           |
| Julius Thierring                                                               | deutsch-nationaler Kandidat        | 125                | 1,3 %           |
| Sonstige                                                                       |                                    | 122                | %               |
| Wahlberechtigte: 10.728, Ungültige/Leere Stimmen: 300, Wahlbeteiligung: 89,6 % |                                    |                    |                 |

#### Stichwahl
| Kandidat                                                                 | Partei                   | Wahlkreis- stimmen | Stimmen- anteil |
| ------------------------------------------------------------------------ | ------------------------ | ------------------ | --------------- |
| Julius Ofner                                                             | Sozialpolitiker          | 5881               | 67,2 %          |
| Viktor Kienböck                                                          | Christlichsoziale Partei | 2865               | 32,8 %          |
| Wahlberechtigte: 10.728, Ungültige Stimmen: 500, Wahlbeteiligung: 86,2 % |                          |                    |                 |